# Plinia nicaraguensis
Plinia nicaraguensis är en myrtenväxtart som beskrevs av Barrie. Plinia nicaraguensis ingår i släktet Plinia och familjen myrtenväxter. Inga underarter finns listade i Catalogue of Life.